# Synagoga v Segedíně
Synagoga v maďarském Segedíně (maďarsky Szegedi zsinagóga) pochází z roku 1902. Je dílem maďarského židovského architekta Lipóta Baumhorna (1860–1932), jehož práce jsou považovány za nejlepší příklady maďarského mísení secese a historismu, někdy označovaného jako maďarský styl.
Interiér hlavní kopule a všechny vitráže budovy jsou dílem umělce Miksy Rótha.
Segedínská synagoga je po Velké synagoze v Budapešti druhá největší v Maďarsku a čtvrtá největší na světě.

## Fotogalerie

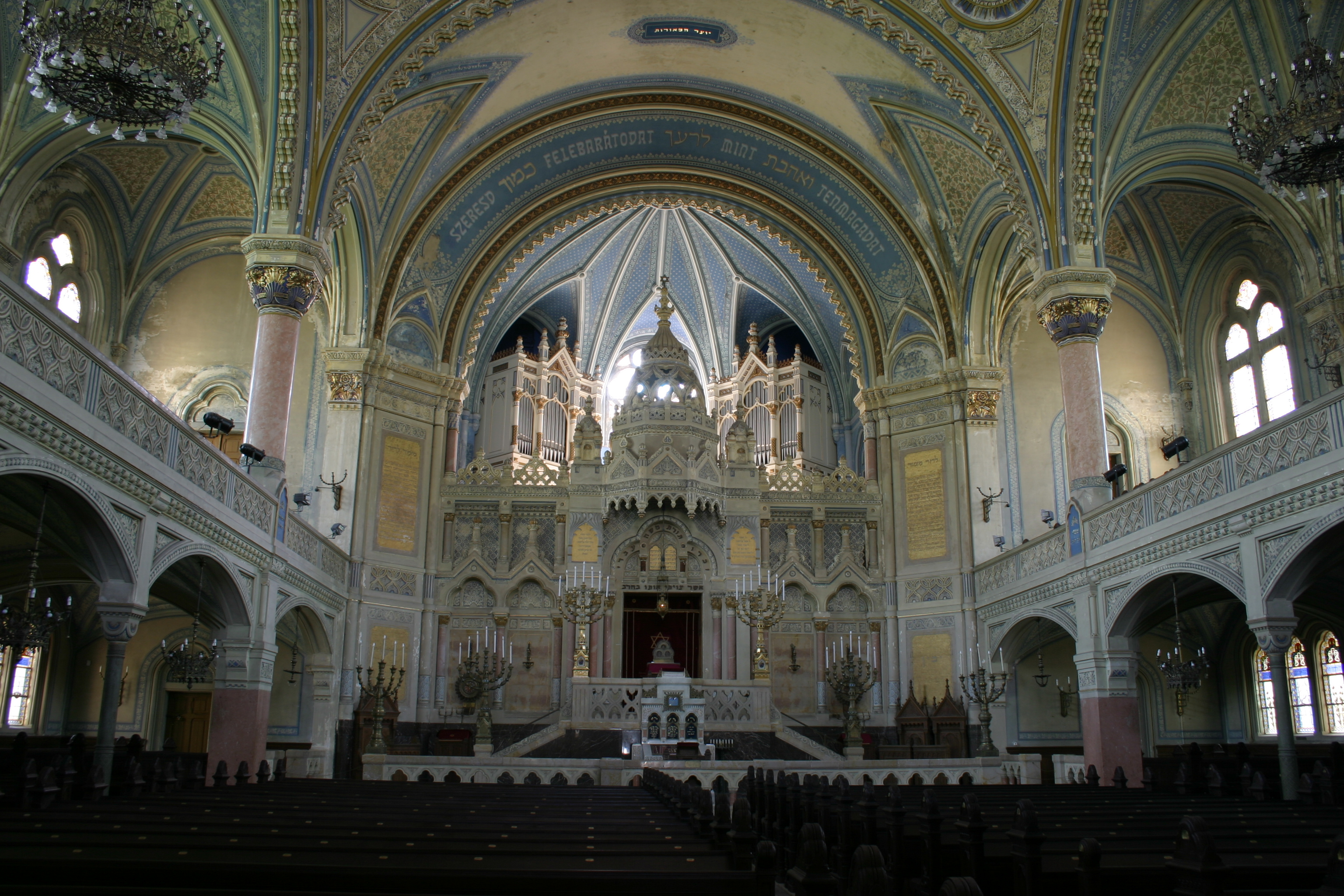
Interiér synagogy
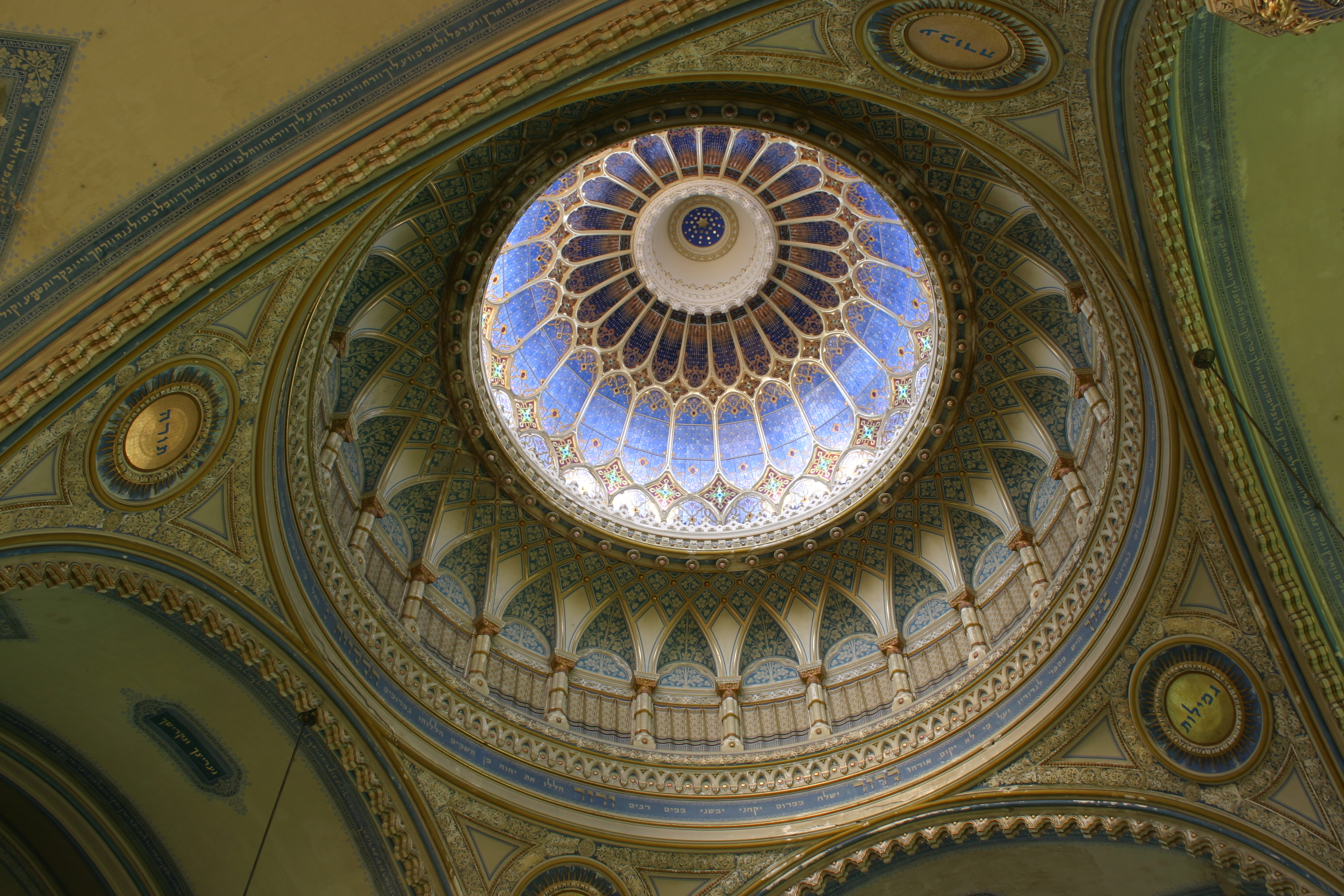
Kopule
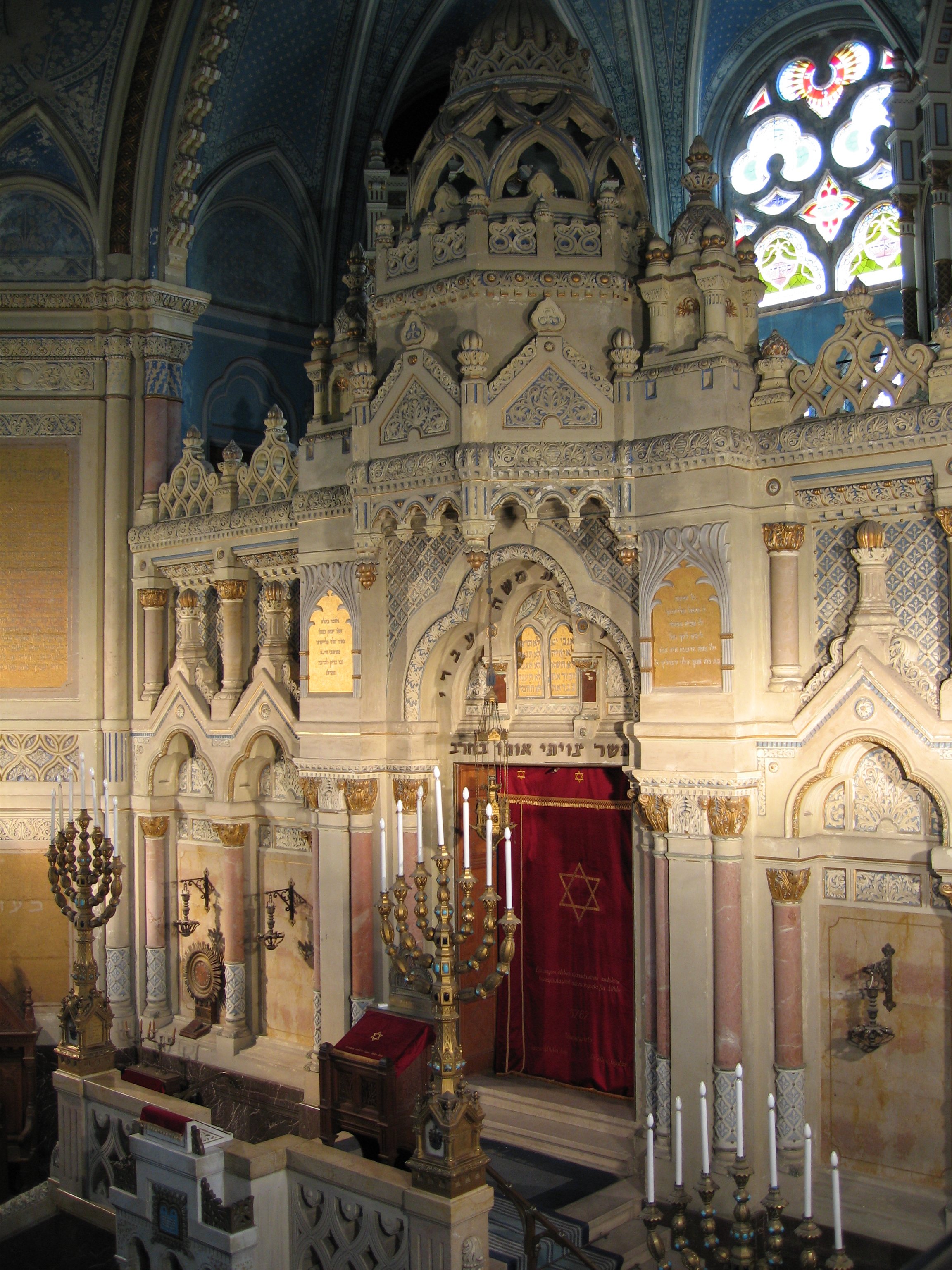
Schránka na Tóru